# 鼴鼠棋
鼴鼠棋（Talpa），原文在拉丁語為鼴鼠，是由Arty Sandler在2010年推出結合食宴棋吃子法與六貫棋勝利條件的兩人棋類。

## 棋具
- 棋盤大小通常為8*8方格。

- 各方棋子數等於棋盤格數一半，以紅藍兩色各代表一方。

## 規則
- 初始佈置為兩方棋子交錯擺於棋格。

- 雙方必須輪流移動一己子，沿直橫方向移動一格至有敵棋的棋格，並將該枚敵棋移出遊戲。

- 紅方以有一連串的鄰邊空棋位連結上下兩邊獲勝：藍方則為左右兩邊[2]。

## 外部連結
- 遊戲介紹 （页面存档备份，存于）